# الوزارة الشعبية في السعودية 1960
الوزارة الشعبية أو وزارة الشباب هو مصطلح يطلق على التشكيل الوزاري السعودي في عام 1960 ، والذي كان يشكل فيه الإصلاحيون ومؤيدي الملك سعود والفئة العمرية الشابة اغلبية أعضاء مجلس الوزراء بعد استقالة فيصل بن عبدالعزيز من وزارة الخارجية ومن رئاسة مجلس الوزراء السابق المؤيد للنهج التقليدي والمناؤ لنفوذ سعود، وقد حل محله بوزارة الخارجية السعودية إبراهيم السويل اللذي يعتبر ثاني وزير خارجية سعودي بعد فيصل اللذي شغل حقيبة الخارجية لحوالي ثلاثة عقود، ومن ابرز الأسماء ضمن التشكيل عبد الله بن حمود الطريقي وزير النفط ذو الميول الاشتراكية الداعي لتأميم النفط في مواجهة الشركات الاجنبية والدول الغربية المستهلكة، بينما كان الأمراء في هذا التشكيل الوزاري قسمين، القسم الأول هم من المؤيدين للإصلاح السياسي مثل أعضاء حركة الأمراء الاحرار مثل طلال بن عبد العزيز وزير المالية وعبد المحسن بن عبد العزيز آل سعود وزير وزارة الداخلية السعودية وبدر بن عبد العزيز وزير المواصلات والقسم الثاني هم من أبناء الملك سعود الذين كان يطلق عليهم في ذلك الوقت مصطلح الملوك الصغار لإحتمالية ثوريث أو خلافة والدهم بطريقة افقية من الاب إلى الابن بدلا من الاخ إلى اخيه وكان من أبرزهم محمد بن سعود وهو وزير وزارة الدفاع أو الموالين للملك سعود مثل فيصل بن تركي الأول بن عبد العزيز آل سعود وزير الشؤون الاجتماعية، فيما تم إقصاء مؤيدي فيصل بن عبد العزيز آل سعود الذي كان يتولى رئاسة الوزراء في التشكيل الوزاري السابق بعد أن قدم استقالته في إطار صراعه مع الملك سعود، وكان يتولى رئاسة الوزراء في هذا التشكيل الوزاري هو الملك سعود نفسه  وقيل بأن ناصر بن حمد المنقور تولى رئاسة الوزراء لفترة مؤقتة حوالي 4 أشهر أو بالأحرى كان يترأس الجلسات فقط قبل أن يتولى الملك سعود رئاسة جلسات الوزراء بنفسه 

## نبذة عن الأحداث قبل الوزارة الشعبية
تشكل هذا المجلس الوزاري فيصل في ضل التوتر بين سعود و فيصل، وتم تشكيل الوزارة الشعبية بعد استقالة فيصل بن عبد العزيز آل سعود من رئاسة وزراء التشكيل الوزاري السابق

## أعضاء الوزارة الشعبية
| المنصب                               | الوزير                                          |
| ------------------------------------ | ----------------------------------------------- |
| رئيس مجلس الوزراء                    | الملك سعود بن عبد العزيز آل سعود                |
| وزير الدفاع والطيران والمفتش العام   | الأمير محمد بن سعود بن عبد العزيز آل سعود       |
| وزير الداخلية                        | الأمير عبد المحسن بن عبد العزيز آل سعود         |
| وزير الخارجية                        | معالي الدكتور إبراهيم بن عبد الله السويل        |
| وزير المعارف                         | الشيخ عبدالعزيز بن عبدالله بن حسن آل الشيخ      |
| وزير البترول والثروة المعدنية        | معالي المهندس عبد الله بن حمود الطريقي          |
| وزير المواصلات                       | الأمير بدر بن عبد العزيز آل سعود                |
| وزير التجارة                         | معالي الدكتور أحمد شطا                          |
| وزير الصحة                           | معالي الدكتور حسن بن يوسف نصيف                  |
| وزير المالية والاقتصاد الوطني        | الأمير طلال بن عبد العزيز آل سعود               |
| وزير الزراعة                         | معالي المهندس عبد الله بن عيسى الدباغ           |
| وزير العمل والشؤون الاجتماعية        | الأمير فيصل بن تركي الأول بن عبد العزيز آل سعود |
| وزير الدولة لشؤون رئاسة مجلس الوزراء | معالي الشيخ ناصر بن حمد المنقور                 |
| أمين عام مجلس الوزراء                | معالي الأستاذ حمزة بن محمد المرزوقي             |

## مدة عمل الوزارة الشعبية
لم تتجاوز العام الواحد، بسبب عودة فيصل بن عبد العزيز آل سعود لرئاسة الوزراء واختياره لتشكيل وزاري جديد.

## مشاريع وقوانين الوزارة الشعبية التي تم تعطيلها
كانت الوزارة الشعبية تنوي إقرار مشروع دستور 1960 في السعودية وفي عام 1961 كان هناك مشروع قانون للتجنيد الإجباري، لكن فيصل بن عبد العزيز آل سعود عطل جميع تلك المشاريع والقوانين بعد عودته كرئيس لمجلس الوزراء.